# Hjärtums kyrka

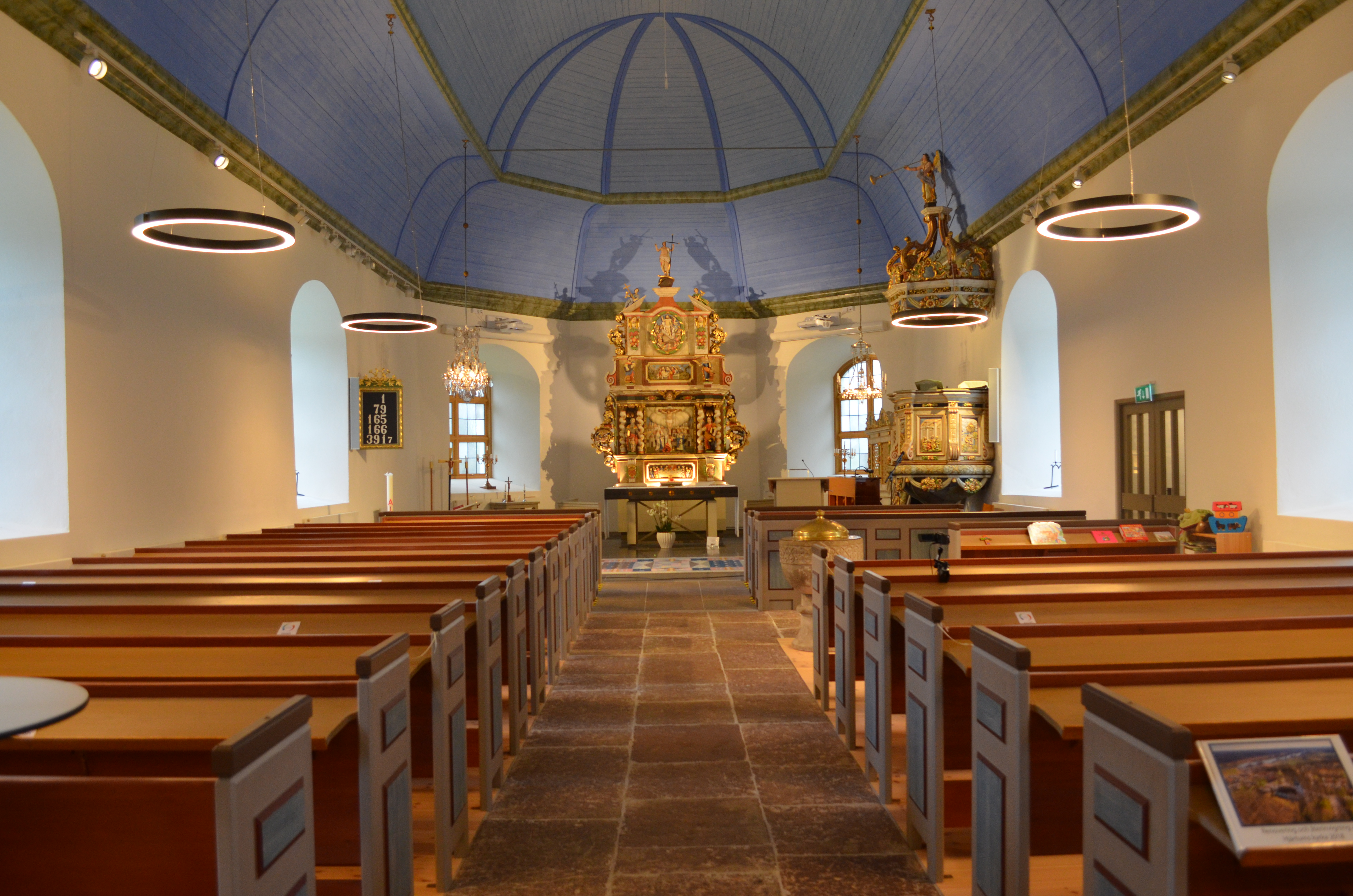
Hjärtum kyrkas kyrkorum

Hjärtums kyrka är en kyrkobyggnad belägen 8 kilometer norr om centralorten Lilla Edet. Den tillhör Hjärtums församling i Göteborgs stift.

## Kyrkobyggnaden
Kyrkan härstammar från 1200-talet, men den har byggts om och till flera gånger. Ursprungligen var stenkyrkan byggd i romansk stil och hade troligen ett rakt smalare kor i öster. Nuvarande sakristia byggdes 1672 som ett gravkor med rund form och kopparklädd kupol med lanternin invid dåvarande korgavel. År 1695 förlängdes långhuset åt väster med nio meter och året därpå revs triumfbågsmuren. Långhuset förlängdes åt öster och nuvarande tresidiga kor tillkom. Vid nästa ombyggnad 1726-1728 höjdes taket och takfallen blev brantare. Kyrkorummet fick då sitt nuvarande treklövervalv. År 1763 togs tre fönster upp i den norra väggen. 
Den senaste stora ombyggnaden genomfördes 1900-1901 under ledning av Adrian Crispin Peterson då långhuset förlängdes åt väster och tornet tillkom och interiören byggdes om. Vapenhusen revs och fönstren förstorades. Tak och väggar fick dekorationsmålningar.

## Inventarier

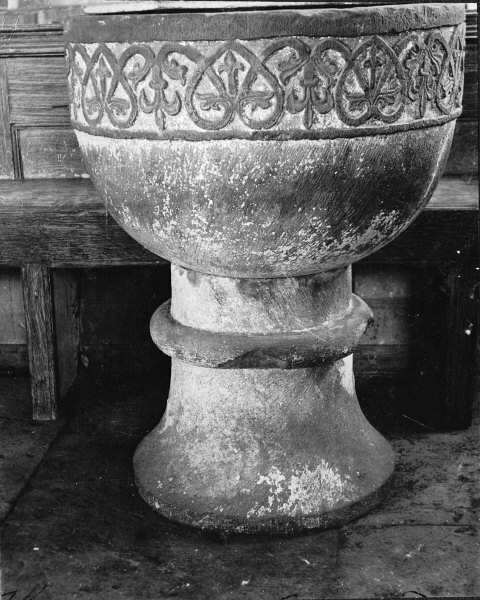
Dopfunten

- Dopfunten av täljsten är från 1200-talet och i två delar. Höjd: 87,5 cm. Cuppan är upptill cylindrisk och nedtill halvsfärisk. Den har en 15 cm bred bård med växtornament, främst palmettmotiv. Foten saknar dekor och är rund med en kraftig vulst. Genomgående uttömningshål finns. Hela objektet är välbevarat, med endast smärre skador.[1]
- Altaruppsatsen är tillverkad på 1700-talet.
- Predikstolen med målade figurer är snidad 1758 av Johan Joakim Beckman.
- En femsidig altarring är från 1901.

### Orgel
Orgeln är byggd 1962 av John Grönvall Orgelbyggeri. Den är mekanisk och har femton stämmor fördelade på två maualer och pedal.